# Арнольд I (граф Лауренбурга)
Арнольд I (нем. Arnold I. von Laurenburg; ум. 1148) — граф Лауренбурга. Второй сын Дудо Лауренбурга и его жены Анастасии фон Арнштайн.
С 1123 года граф Лауренбурга (правил совместно с братом), с 1124 года фогт монастыря Святого Георгия в Лимбурге-ан-дер-Лан и фогт Идштайна.
Имя жены Арнольда не известно. Сыновья:
- Генрих I (ум. 1167)
- Рупрехт III Воинственный (ум. 1191).

Возможно, его сыном был также некий Герхард, упоминаемый в 1148 году как граф Лауренбурга.